# 1948 في المملكة المتحدة
فيما يلي قوائم الأحداث التي وقعت خلال عام 1948 في المملكة المتحدة.

## أحداث
- 29 يوليو – الألعاب الأولمبية الصيفية 1948
- 20 أكتوبر – حادثة الخطوط الهولندية 1948

## رياضة
- 1 يناير – بطولة ويمبلدون 1948

## ظهور
- 1 يناير – 1984 رواية ديستوبية من تأليف جورج أورويل نشرت سنة 1949.
- 1 نوفمبر – الرجل الثالث فيلم أُصدر سنة 1949، من إخراج كارول ريد.

## أفلام
من الأفلام التي صدرت هذه السنة في المملكة المتحدة:
- 1 يناير – هاملت من إخراج لورنس أوليفيه.
- 6 سبتمبر – الحذاء الأحمر من إخراج Emeric Pressburger [الإنجليزية]‏، مايكل باول.

## كتب
من الكتب التي صدرت هذه السنة في المملكة المتحدة:
- 1 يناير – الزهرة وشجرة التوت من تأليف أجاثا كريستي.
- 1 يناير – شاهدة الادعاء وقصص أخرى من تأليف أجاثا كريستي.

## مواليد

### يناير
- 1 يناير – أيين جون هوك
- 1 يناير – ريتشارد رانغام عَالِم من المملكة المتحدة.
- 2 يناير – توني جدت مؤرخ بريطاني.
- 11 يناير – جو هاربر لاعب كرة قدم اسكتلندي.
- 12 يناير – أنتوني اندروز ممثل بريطاني.
- 17 يناير – إدي غراي لاعب كرة قدم اسكتلندي.
- 30 يناير – نيك برومفيلد مخرج أفلام بريطاني.

### فبراير
- 5 فبراير – توم ويلكينسون ممثل إنجليزي.
- 23 فبراير – تريفور تشيري لاعب ومدرب كرة قدم إنجليزي.
- 23 فبراير – لويس ليليوهايت طبيب عسكري من المملكة المتحدة.
- 28 فبراير – مايك فيغيز

### مارس
- 18 مارس – برايان لويد لاعب كرة قدم بريطاني.
- 22 مارس – أندرو لويد ويبر ملحن بريطاني.
- 30 مارس – مارفن كينج عالم اقتصاد بريطاني.

### أبريل
- 18 أبريل – كيفن فينيجان
- 28 أبريل – تيري براتشيت مؤلف إنجليزي.

### مايو
- 12 مايو – جون بلاكلي لاعب ومدرب كرة قدم اسكتلندي.
- 15 مايو – بريان إينو
- 24 مايو – جيمس كوسمو

### يونيو
- 18 يونيو – فيليب جاكسون ممثل إنجليزي.
- 21 يونيو – ايان ماك ايوان

### يوليو
- 12 يوليو – عصام الدين خليل فيزيائي مصري.
- 17 يوليو – واين سليب
- 18 يوليو – جيم وات ملاكم من المملكة المتحدة.
- 21 يوليو – يوسف إسلام
- 25 يوليو – بريان ستابلفورد كاتب بريطاني.

### أغسطس
- 5 أغسطس – راي كليمينس لاعب كرة قدم إنجليزي.
- 19 أغسطس – جيم كارتر ممثل إنجليزي.
- 20 أغسطس – روبرت بلانت

### سبتمبر
- 12 سبتمبر – نيفيل ميد ملاكم من المملكة المتحدة.
- 19 سبتمبر – جيرمي أيرونز ممثل إنجليزي.
- 26 سبتمبر – أوليفيا نيوتن جون
- 26 سبتمبر – بادي ماغواير ملاكم من المملكة المتحدة.

### أكتوبر
- 2 أكتوبر – تريفور بروكنغ لاعب كرة قدم إنجليزي.
- 4 أكتوبر – روي إيفانز لاعب ومدرب كرة قدم إنجليزي.
- 6 أكتوبر – جيري آدمز سياسي أيرلندي.
- 6 أكتوبر – لاري لويد لاعب ومدرب كرة قدم إنجليزي.
- 9 أكتوبر – أوليفر هارت عالم اقتصاد بريطاني.
- 10 أكتوبر – ديفيد وارد إحاثي بريطاني.
- 12 أكتوبر – ريك بارفيت مغني وموسيقي بريطاني.
- 17 أكتوبر – فرنسيس بورنس لاعب كرة قدم اسكتلندي.
- 26 أكتوبر – آلان وارن

### نوفمبر
- 4 نوفمبر – ألن ريتشاردسون
- 6 نوفمبر – أندي وايت لاعب كرة قدم ويلزي.
- 14 نوفمبر – تشارلز
- 18 نوفمبر – جوي كوريغان لاعب كرة قدم إنجليزي.
- 24 نوفمبر – إيان هالام دراج بريطاني.

### ديسمبر
- 1 ديسمبر – أندرو لي
- 1 ديسمبر – نيكولاس رايت
- 1 ديسمبر – نيل وارنوك
- 3 ديسمبر – أوزي أوزبورن
- 14 ديسمبر – توم هيرون متسابق دراجات نارية أيرلندي.
- 20 ديسمبر – ألان بارسونس

## وفيات

### فبراير
- 27 فبراير – ميرفين هيل (مواليد 1902) لاعب كركيت من المملكة المتحدة.

### مارس
- 13 مارس – هيلانة فيكتوريا أميرة شليزفيغ هولشتاين (مواليد 1870)

### أغسطس
- 6 أغسطس – سيريل ووكر (مواليد 1892) لاعب غولف من الولايات المتحدة الأمريكية.

### أكتوبر
- 4 أكتوبر – آرثر ويتن براون (مواليد 1886) ملاح من المملكة المتحدة.

### ديسمبر
- 12 ديسمبر – مارجوري ستيفنسون (مواليد 1885)
- 31 ديسمبر – جون تشابمان (مواليد 1882)